# Rufus (cònsol 492)
Rufus (en llatí: Flavius Rufus) va ser un oficial romà del segle v, actiu durant el regnat del rei ostrogot Teodoric, el Gran (r. 474/5–526). D'ell només en sabem que va ser nomenat cònsol posterior l'any 492, per la cort ostrogoda, com a col·lega del cònsol oriental d'aquell any, l'emperador d'Orient, Anastasi I.